# Dioscorea synandra
Dioscorea synandra är en enhjärtbladig växtart som beskrevs av Edwin Burton Uline. Dioscorea synandra ingår i släktet Dioscorea och familjen Dioscoreaceae. Inga underarter finns listade i Catalogue of Life.